# 룸살롱
룸살롱(영어: hostess bar, room salon)은 칸막이가 있는 방에서 술을 마실 수 있게 된 술집을 뜻한다. 룸살롱은 프랑스어에서 따온 말로서 폐쇄적인 구조의 방 안에서 손님들이 양주 등 비싼 술을 마시는 곳이다. 주로 여성 접대부들이 손님에게 술을 따르는 일을 하는 경우가 많다. 고위층, 부유층은 연예인을 사먹기도 하는데 주로 고급 룸살롱에 연예인들이 몸을 파는 행각을 자주 한다. 그래서 연예계가 화류계와 비슷하게 여겨지며 많은 국민들이 연예인을 멸시하는 요소 중 하나이다.